# Watergrasshill
Watergrasshill (irisch Cnocán na Biolraí, deutsch: „Hügel der Wasserkresse“) ist eine Kleinstadt (Town) im Osten des County Cork in der Republik Irland. Die Einwohnerzahl von Watergrasshill wurde bei der Volkszählung 2022 mit 1840 Personen ermittelt.

## Der Ort
Watergrasshill liegt etwa 20 Kilometer nordöstlich von Cork an der M8 von Cork nach Cashel Richtung Dublin. Durch den Ort führt die R639. Östlich der M8 liegt eine größere Anlage für den Kartsport. 

## Sehenswürdigkeiten
- katholische Kirche der Unbefleckten Empfängnis von 1895
- anglikanische Kirche von 1820, seit 1990 profaniert, heute Kunstgalerie

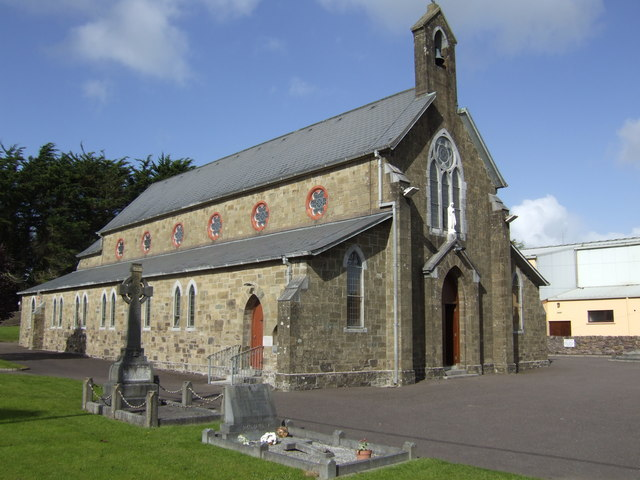
Kirche der Unbefleckten Empfängnis
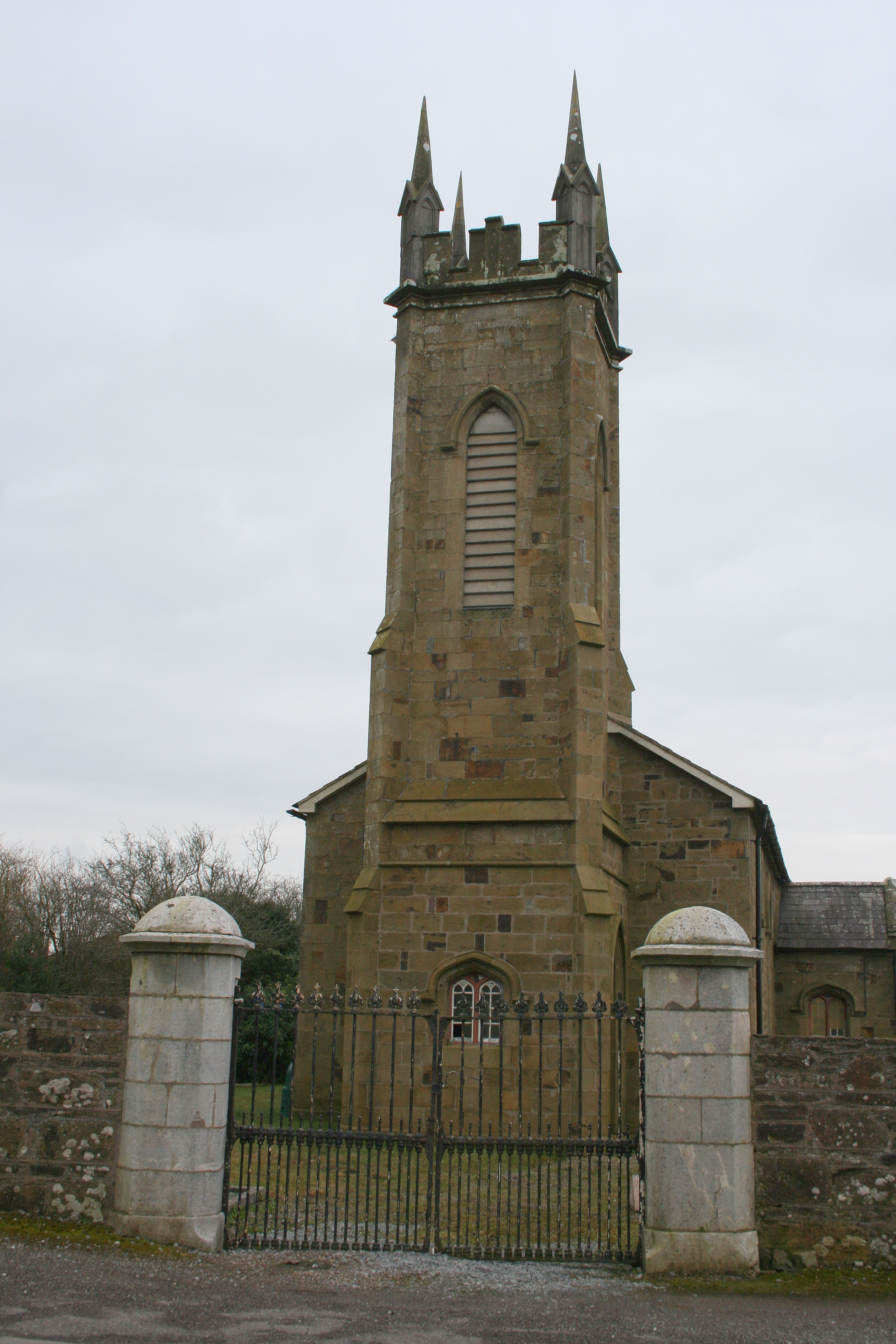
Anglikanische Kirche